# Old Ideas
Albums de 
Leonard Cohen
Dear Heather
(2004) Popular Problems
(2014)
Old Ideas est le douzième album studio de Leonard Cohen sorti en janvier 2012.

## Historique
Quelques titres de l'album ont été joués lors de la tournée The Grand Tour de Leonard Cohen, et sont disponibles à l'écoute.

## Liste des pistes
Toutes les chansons ont été écrites par Leonard Cohen, sauf mention contraire.
1. Going Home (Cohen, Patrick Leonard) – 3:51
2. Amen – 7:36
3. Show Me the Place (Cohen, P. Leonard) – 4:09
4. Darkness – 4:30
5. Anyhow (Cohen, P. Leonard) – 3:09
6. Crazy to Love You (Cohen, Anjani Thomas) – 3:06
7. Come Healing (Cohen, P. Leonard) – 2:53
8. Banjo – 3:23
9. Lullaby – 4:46
10. Different Sides – 4:06

## Personnel
- Leonard Cohen : Chant,  guitare acoustique, arrangements, programmation
- Jordan Charnofsky : Guitare
- E. L. Sanders : Guitare, Chant
- Roscoe Beck – Basses acoustique et électrique
- Sharon Robinson : Synthétiseur basse, chœurs
- Neil Larsen : Orgue Hammond B 3, piano, synthétiseur basse, cornet, percussions
- Patrick Leonard : Programmation
- Robert Korda : Violon
- Bela Santeli : Violon
- The Webb Sisters : Chant
- Dana Glover : Chant
- Jennifer Warnes : Chœurs
- Rafael Bernardo Gayol : Batterie
- Chris Wabich : Batterie

## Classements et Certifications
| Classement (2012)                    | Meilleure position |
| ------------------------------------ | ------------------ |
| Australie Classement album           | 2                  |
| Belgique Classement album (Flandre)  | 1                  |
| Belgique Classement album (Wallonie) | 1                  |
| Danemark Classement album            | 2                  |
| Pays-Bas Classement album            | 1                  |
| Finlande Classement album            | 1                  |
| Hongrie Classement album             | 1                  |
| Italie Classement album              | 14                 |
| Nouvelle-Zélande Classement album    | 1                  |
| Norvège Classement album             | 1                  |
| Pologne Classement album             | 1                  |
| Espagne Classement album             | 1                  |
| Suède Classement album               | 2                  |
| Royaume-Uni Classement album         | 2                  |
| États-Unis Billboard 200             | 3                  |

| Pays             | Association       | Certification | Ventes/Équivalences |
| ---------------- | ----------------- | ------------- | ------------------- |
| Allemagne        | BVMI              | or            | 100 000             |
| Autriche         | IFPI Austria      | or            | 10 000              |
| Belgique         | BEA               | or            | 15 000              |
| Canada           | Music Canada      | platine       | 80 000              |
| Finlande         | Musiikkituottajat | or            | 10 000              |
| France           | SNEP              | or            | 50 000              |
| Irlande          | IRMA              | platine       | 15 000              |
| Nouvelle-Zélande | RIANZ             | or            | 7 500               |
| Pologne          | ZPAV              | 2x platine    | 40 000              |
| Royaume-Uni      | BPI               | or            | 100 000             |
| Suède            | IFPI Sweden       | or            |                     |
| Suisse           | IFPI Switzerland  | or            | 15 000              |